# Uno Cygnæus
Uno Cygnaeus (også Cygnæus) (født 12. oktober 1810 i Hämeenlinna, død 2. januar 1888 i Helsinki) var en finsk teolog, pædagog og undervisningsinspektør. 
Cygnaeus regnes for den finske folkeskoles grundlægger. Han havde oprindelig sine ideer om undervisning fra Tyskland. 
Uno Cygnæus tog teologisk embedseksamen i Borgå i 1837 og virkede derefter som præst og lærer, først i Vyborg og derefter 1840-1845 ved en lille finsk menighed i Nordvestamerika på øen Sitka, og endelig i 13 år for den finske koloni i Sankt Petersborg. Her syslede han med pædagogik. Han studerede, og hvad mere er, han forstod sine store forgængere, Pestalozzi og Fröbel. 
I 1856 gæstede den nylig kronede Kejser Alexander II første gang Finland som dets storfyrste. Han tilkendegav over for senatet, at han ønskede en reform af det finske skolevæsen iværksat. Der blev da af konsistorierne udarbejdet et forslag. Dette blev efter en brugelig, rosværdig skik offentlig fremlagt med opfordring til enhver, der interesserede sig for sagen, om at komme med forslag og ytre sine anskuelser. Kun en af de indsendte indstillinger vakte berettiget opmærksomhed. Forfatteren var Uno Cygnæus. På senatets opfordring foretog han 1858 en stipendierejse til udlandet for at gøre yderligere pædagogiske studier og derpå indkomme med en ny betænkning om sagen. Dette skete. De i betænkningen fremstillede grundsætninger blev i det væsentligste taget til følge, og Cygnæus blev udnævnt til overinspektør for Finlands folkeskoler og til direktør for seminariet i Jyväskylä. Efter nogle års forløb helligede han sig ganske inspektørvirksomheden og flyttede til Helsingfors.
Som pestalozzianer, ikke blot af navn, men også af sindelag, mente han, at folkeskolen skulle være den almene grundskole: »Høj og lav, fattig og rig, præsidentens og husmandens sønner – alle skulle gå på denne almene uddannelsesanstalt, denne almene planteskole, hvor alle er lige, hvor enhver standsforskel forsvinder, hvor alle fædrelandets børn indsuger samme næring af den fælles fostermoders bryst... Folkeskolen skal ikke være en lektielæsningsanstalt med mekanisk udenadslæren og tankeløs indenadslæsning, men den skal gå i mere praktisk retning, dens undervisning skal være udviklende og opdragende«.
Den kærlighed og den interesse, Cygnæus nærede for det legemlige arbejde i opdragelsens tjeneste, var ikke tomme indfald, men hidrørte dels fra de pædagogiske studier  og dels fra egne iagttagelser. I sin tidlige barndom blev han af faderen ført omkring i forskellige værksteder, for at han skulle få lyst til et håndværk. Cygnæus kunne derfor også allerede som tolvårig både snedkerere og dreje. Han var i besiddelse af en almen håndfærdighed, som senere kom ham til gode på mange måder. På den omtalte udenlandsrejse, som gik igennem Sverige, Danmark, Tyskland, Østrig, Schweiz og Holland, søgte han stadig oplysning om skoler, hvor undervisning i sløjd var forbundet med tilegnelsen af boglig viden. Kun et eneste sted, på opdragelsesanstalten »Levana« i nærheden af Wien, fandt han denne idé som den ledende grundsætning for undervisningen.
Cygnæus har æren for, at Finland blev det første land, der indførte sløjd som et obligatorisk fag på undervisningsplanerne for seminarier og folkeskoler. Undervisningen omfattede snedkeri, drejning, udskæring, smedning, blikkenslageri og kurvemagerarbejde — altså »mangesløjd«.
Der skulle ikke tilsigtes nogen større kunstfærdighed i de forskellige fag eller etableres en konkurrence med håndværkerne. En håndværksmæssig eller mekanisk færdighed i en eller anden sløjdgren gør kun den sløjdende til en maskine. Skolesløjden skal være et alment dannelsesmiddel. Øjets, håndens, form- og skønhedssansens udvikling skal være hovedsagen. Almen håndfærdighed, symmetri, orden, punktlighed, stilfuldhed og nøjagtighed skal indøves gennem sløjden. Cygnæus advarer også stærkt imod at betragte håndarbejdet i skolen som en rekreation eller som en leg. Det er et virkeligt udviklingsmiddel, ligestillet med skolens øvrige fag. Heraf følger nødvendigvis også, at sløjdundervisningen bør ledes af mænd, der har pædagogisk uddannelse.
Ifølge Cygnæus skal sløjden føre til folkets, de kommende slægters opdragelse til produktivt arbejde gennem arbejde: »Jeg undervurderer ingenlundedet åndelige arbejde eller arbejdet med hovedet, som man udelukkende eller fortrinsvis har villet benævne den lærdes, embedsmandens beskæftigelse, nej – jeg tror tværtimod, at ethvert arbejde, også det såkaldte grove håndarbejde, bør have et åndeligt motiv – ligesom et åndeligt mål, om det skal eje en sædelig værdi; men jeg tror på den anden side, at de lærde og alle vi, som kalder os bedre folk, driver meget uvæsen med vort arbejde med hovedet, mens vi, rygende vor havanna, anstiller dybsindige betragtninger over røgskyernes forskellige former og bevægelser. Ligesom folket, de mægtige lag, der danner samfundets kerne, behøver en højere dannelse for at få en højere, sædelig, åndelig drivfjeder og kraft til sit arbejde, sin livsvirksomhed, så at den kan blive frugtbringende for menneskehedens sædelige vækst, således behøver også de såkaldte bedre folk at lære, at Vorherre har givet os hånden som det nyttigste redskab i livet — ikke alene til et lem, som man parterer sin bøfsteg med eller fører glasset til munden med. At hånden styrer pennen, penslen, operationsinstrumentet osv., glemmer jeg ikke, og jeg ringeagter naturligvis på ingen måde dette arbejde, men jeg betoner, at en almen håndfærdighed er en vigtig sag for enhver, høj og lav, såvel i materiel henseende som også især af den grund, at den, som er i besiddelse af en så dyrebar skat, bedre forstår at værdsætte den hos andre.
Således kommer arbejdet til ære, og striden mellem kapital og arbejde kan gøres lettere«.
»Folkeskolens sag er hellig, og arbejdet i den er en gudstjeneste!« Med disse ord indviede Uno Cygnæus de unge mænd og kvinder, som fra seminarierne drog ud for at opdrage Finlands børn, og det er den tanke, der som en rød tråd går gennem hele Finlands folkeskolevæsen.
Hans broder Fredrik Cygnæus var svensksproget digter.

## Weblinks
- Wikimedia Commons har flere filer relateret til Uno Cygnæus